# Phillip Rhee
Pour les articles homonymes, voir Rhee (homonymie).
 (juin 2018).
Si vous disposez d'ouvrages ou d'articles de référence ou si vous connaissez des sites web de qualité traitant du thème abordé ici, merci de compléter l'article en donnant les références utiles à sa vérifiabilité et en les liant à la section « Notes et références ».
Phillip Rhee né le 7 septembre 1960 est un acteur et réalisateur d'art martiaux célèbre pour son rôle dans la série de films Best of the Best. 

## Biographie
Phillip Rhee est né en Corée du Sud[réf. nécessaire] et a grandi à San Francisco.   
Spécialiste en arts martiaux, il tente sa chance au cinéma. Après quelques films secondaires, il se fait remarquer avec Best of the Best aux côtés d'un certain Eric Roberts.

## Filmographie
- 1985 : Crime killer
- 1986 : la streefighter
- 1987 : Hell squad
- 1989 : Best of the Best: Tommy lee
- 1993 : Best of the Best 2: Tommy lee
- 1995 : Best of the Best 3: Tommy lee
- 1998 : Best of the Best 4: Tommy lee
- 2015 : Underdog kids